# Karl Friedrich Becker

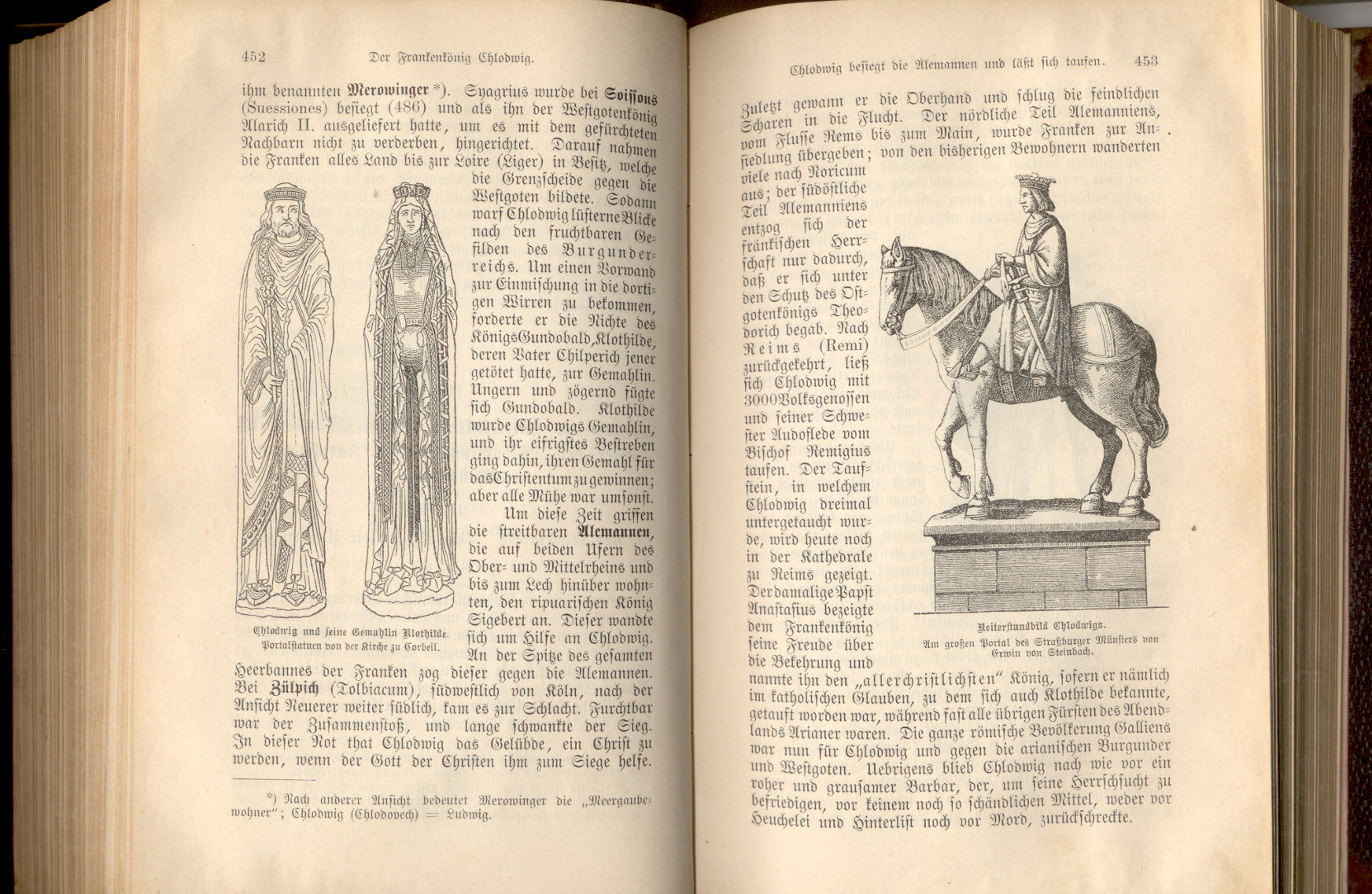
Ett uppslag i Beckers "Weltgeschichte" i en upplaga från 1885

Karl Friedrich Becker, född 11 mars 1777 i Berlin, död 15 mars 1806, var en tysk historisk författare.
Becker var 1798–1800 medlem av seminariet för lärda skolor i Berlin. Hans huvudarbete är Die Weltgeschichte für Kinder und Kinderlehrer (nio band, 1801–05; flera upplagor på svenska), vilket populära framställning vann utomordentlig framgång. Senare bearbetningar av detsamma gav det större vetenskapligt värde, men utplånade dess ursprungliga populära prägel och behagliga stil.
Han hann aldrig själv avsluta verket, som fullbordades efter hans död. Det har bearbetats av flera olika författare och utkommit i ett flertal upplagor, även i flera svenska översättningar. Den av W. Müller utförda omarbetningen och fortsättningen utgavs 1894–99 illustrerad i svensk bearbetning av Otto Wilhelm Ålund). Becker författade även Erzählungen aus der alten Welt für die Jugend (1801–03).